# Куньи акулы
Куньи акулы (лат. Triakidae) — семейство акул отряда кархаринообразные. Насчитывает около 40 видов в 9 родах. Этих акул можно отличить по двум крупным мягкотелым спинным плавникам, характерной форме анального плавника и наличию мигательного века. Это рыбы небольшого или среднего размера, их длина колеблется от 37 см до 220 см. Их можно встретить по всему миру в тропических и умеренных водах, где достаточно пищи на дне и в средней толще воды.

## Классификация
- Furgaleus Whitley, 1951 — усатые куньи акулы[2]:28
- Galeorhinus Blainville, 1816 — суповые акулы[2]:29
- Gogolia Compagno, 1973 — гоголии[2]:29
- Hemitriakis Herre, 1923 — суповые акулы[2]:29
- Hypogaleus Smith, 1957
- Iago Compagno et Springer, 1971 — яго[2]:29
- Mustelus Linck, 1790 — обыкновенные куньи акулы[2]:29
- Scylliogaleus Boulenger, 1902 — вислоносные акулы[2]:30
- Triakis Müller et Henle, 1839 — тройнозубые акулы, акулы-тройнозубки[2]:30